# Santa Teresa del Bambin Gesù in Panfilo
Santa Teresa del Bambin Gesù in Panfilo är en kyrkobyggnad i Rom, helgad åt den heliga Thérèse av Jesusbarnet. Kyrkan, som konsekrerades år 1932, är belägen vid Via Giovanni Paisiello i Quartiere Pinciano i norra Rom.
Tillnamnet ”Panfilo” åsyftar Sankt Panfilus katakomber, över vilka kyrkan är uppförd.

## Beskrivning
Kyrkan uppfördes i nybarock mellan 1929 och 1932 efter ritningar av Guglielmo Palombi och konsekrerades av ärkebiskop Adeodato Piazza den 2 oktober 1932.
I absiden har Ettore Ballerini utfört målningen Den heliga Thérèse låter blommor falla från himmelen. Altarna i sidokapellen härstammar från den år 1931 rivna kyrkan Santa Maria in Macello Martyrum. Långhusets nio glasmålningar är utförda av Luciano Vinardi och framställer särskilda händelser i den heliga Thérèses andliga utveckling.
1. Thérèses namn bland stjärnorna
2. Den lilla vita blomman
3. Snöfallet efter att ha tagit avsked av fadern vid klostret
4. Första gången vid havet
5. Sprida blommor genom att göra små offer
6. Örnen och sparven
7. Offer för den nåderika kärleken
8. Längtan efter martyriet
9. I hjärtat av Kyrkan, min Moder, kommer jag att vara kärlek